# Twierdza Ołomuniec
Twierdza Ołomuniec (czes. Pevnost Olomouc, niem. Festung Olmütz) – zbiorcza nazwa fortyfikacji miasta Ołomuniec i ich pozostałości, głównie po wyburzanej od 1886 twierdzy-gwieździe. Twierdza w jej współczesnym kształcie była rozbudowywana od XVII do XIX wieku, najintensywniej w latach 1742–1757, za panowania cesarzowej austriackiej Marii Teresy.

## Historia
Budowę twierdzy Ołomuniec w jej współczesnym kształcie rozpoczęli Szwedzi, którzy w trakcie wojny trzydziestoletniej zdobyli miasto w 1642 i wznieśli szereg bastionów wokół istniejących bram i odrestaurowanych murów miejskich. W 1655 król czeski Ferdynand III Habsburg ogłosił miasto Ołomuniec twierdzą, a w 1658 habsburski marszałek polny Jean-Louis Raduit de Souches opracował pierwszy projekt nowych fortyfikacji oparty na pięcioramiennych bastionach. W 1699 powstał nowy plan twierdzy według systemu vaubanowskiego.

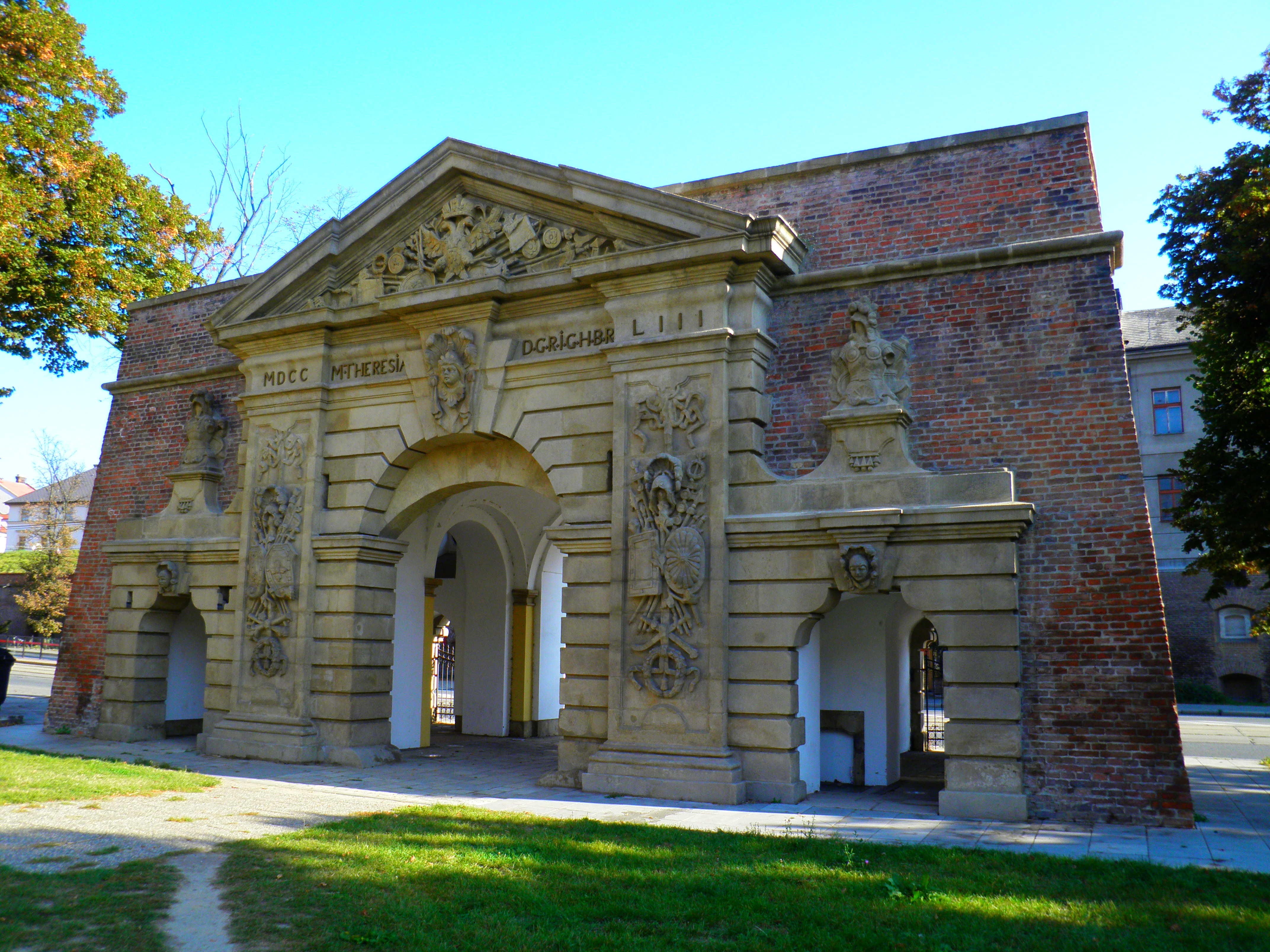
Terezská brána

Po zdobyciu miasta przez wojska pruskie Fryderyka II Wielkiego w 1741, najważniejszym okresem w rozbudowie twierdzy Ołomuniec był tzw. okres terezjański. Po utracie Śląska przez Austrię Ołomuniec stał się miastem granicznym i w latach 1742–1757 wzniesiono nowoczesną twierdzę w kształcie pięcioramiennej gwiazdy według planu austriackiego inżyniera Pierre’a Philippe’a Bechade de Rochepina. W 1758 nowa twierdza odparła pięciotygodniowe pruskie oblężenie. W ciągu 32 dni Prusacy wystrzelili w kierunku twierdzy (i miasta) 103 tysiące kul armatnich z 143 armat, dział i moździerzy oraz ponad 25 tysięcy bomb i granatów o wadze od 10 do 103 kilogramów. Z tego okresu pochodzi ceglana brama Marii Teresy (Terezská brána) z płaskorzeźbami, zbudowana na podobieństwo antycznego łuku triumfalnego.
Po drugim pruskim oblężeniu rozpoczęto również budowę 21 fortów, które miały domknąć pierścień twierdzy wokół miasta.
W trakcie wojen napoleońskich w koszarach twierdzy był uwięziony markiz de Lafayette (w listopadzie 1794 zbiegł z kazamatów, jednak został szybko schwytany za rogatkami miasta i opuścił twierdzę w 1797 po zawarciu pokoju francusko-austriackiego).
W 1853 twierdza była miejscem największych manewrów wojskowych w historii Ołomuńca, a zarazem spotkania cesarza Franciszka Józefa I z carem rosyjskim Mikołajem I.
Po wojnie prusko-austriackiej z 1866 twierdza Ołomuniec straciła znaczenie strategiczne i miasto zaczęło zabiegać o rozbiórkę fortyfikacji. Wyburzanie pierwszych elementów twierdzy rozpoczęło się w 1870 (brama miejska od wschodu, wychodząca w stronę dzisiejszego dworca kolejowego), a rozbiórkę przyspieszył cesarski dekret z 1886 o odebraniu miastu statusu twierdzy. Ostatnie rozbiórki miały miejsce w latach 70. XX wieku; w Republice Czeskiej rozpoczęły się prace rekonstrukcyjne niektórych pozostałości po twierdzy.

### Twierdza obecnie
Na miejscu wschodniej części murów w 1898 powstał park Bezručovy sady. Po ołomunieckiej twierdzy zachowały się budynki (w tym odbudowane i przebudowane) z poniższego planu:
|  | budynki ołomunieckiej starówki  |
|  | pozostałości twierdzy Ołomuniec |
|  | Młyński potok (Mlýnský potok)   |

A – Koszary hanackie

B – dom wojskowy

C – piekarnia wojskowa

D – zbrojownia

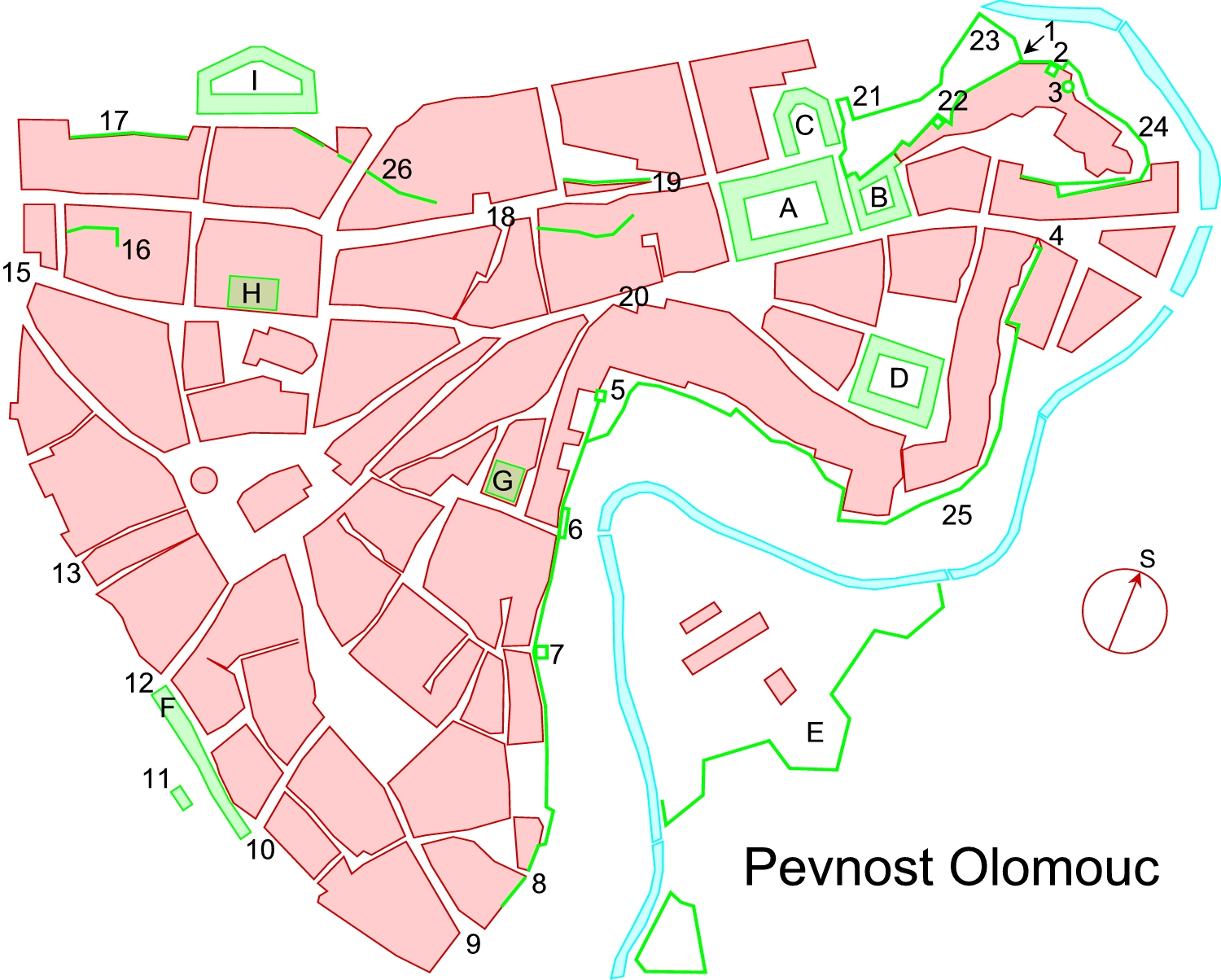
Plan twierdzy Ołomuniec

E – dzieło koronowe (siedziba muzeum)

F – koszary oficerskie i kazamaty

I – Koszary staromiejskie

1 – Cygańska bramka

2 – wieża obronna

3 – romańska kaplica św. Barbary

5 – były klasztor jezuicki (kiedyś Żydowska brama)

6 – Przejście Michałowe

7 – Katowska bramka

11 – Brama Marii Teresy

16 – pozostałości średniowiecznych murów z Bramą prochową

17 – pozostałości renesansowych murów z Bramką różaną

19 – resztki późnogotyckich murów Bramy Barbary (zburzona)

21 – pozostałości Bastionu szpitalnego

22 – była Brama Wszystkich Świętych

23 – Bastion Locatellego

24, 25, 26 – pozostałości średniowiecznych fortyfikacji

W odrestaurowywanym od 2008 budynku barokowej prochowni i dzieła koronowego (Korunní pevnůstka) na terenie byłego garnizonu wojskowego działa muzeum twierdzy Ołomuniec (Muzeum Olomoucké pevnosti).
W zabudowaniach twierdzy ołomuniecki uniwersytet Palackiego od 2015 prowadzi interaktywne muzeum nauki dla dzieci i młodzieży (Pevnost poznání).

## Galeria

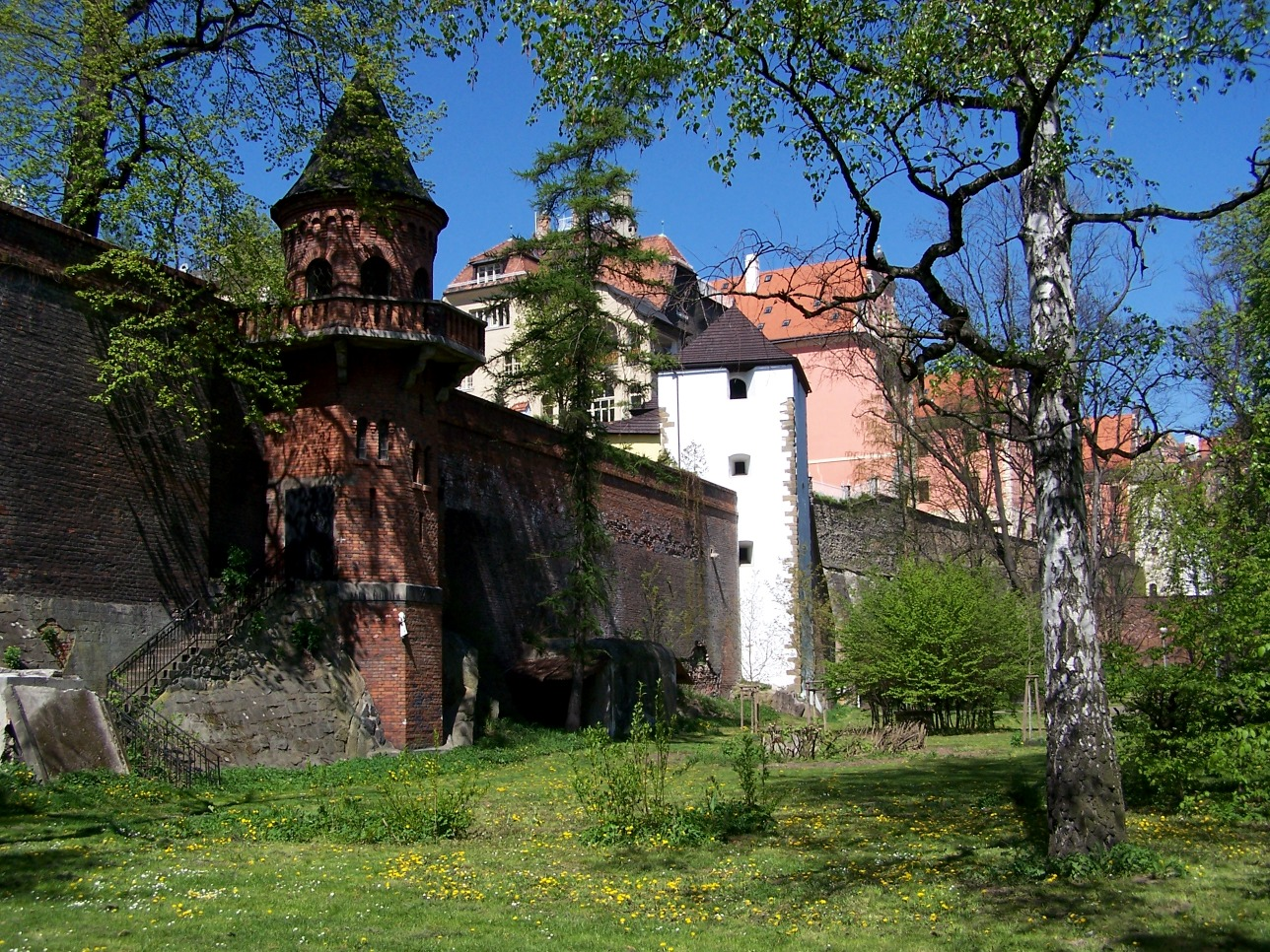
Wieża obronna w Bezručovych sadach
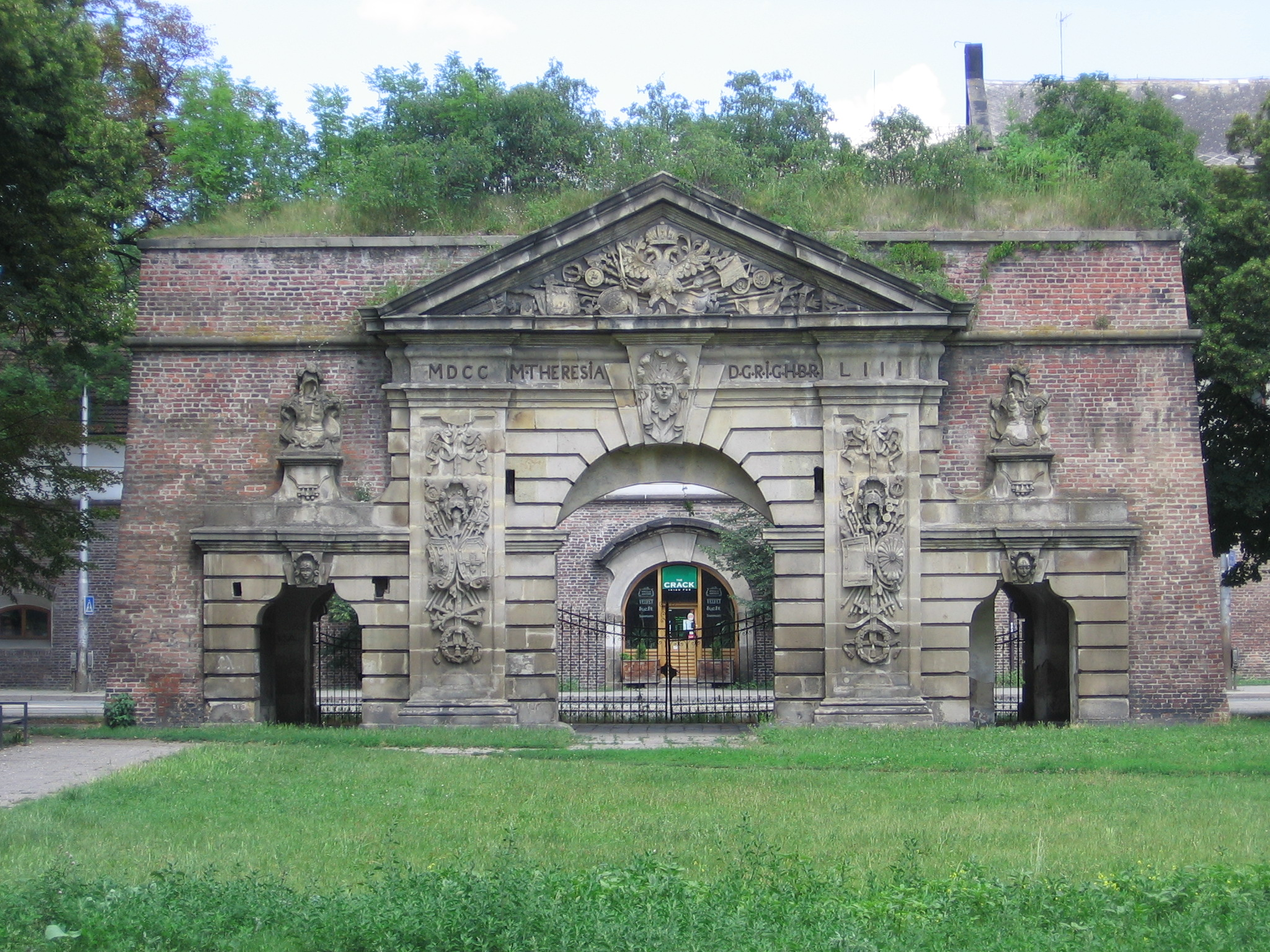
Brama Marii Teresy
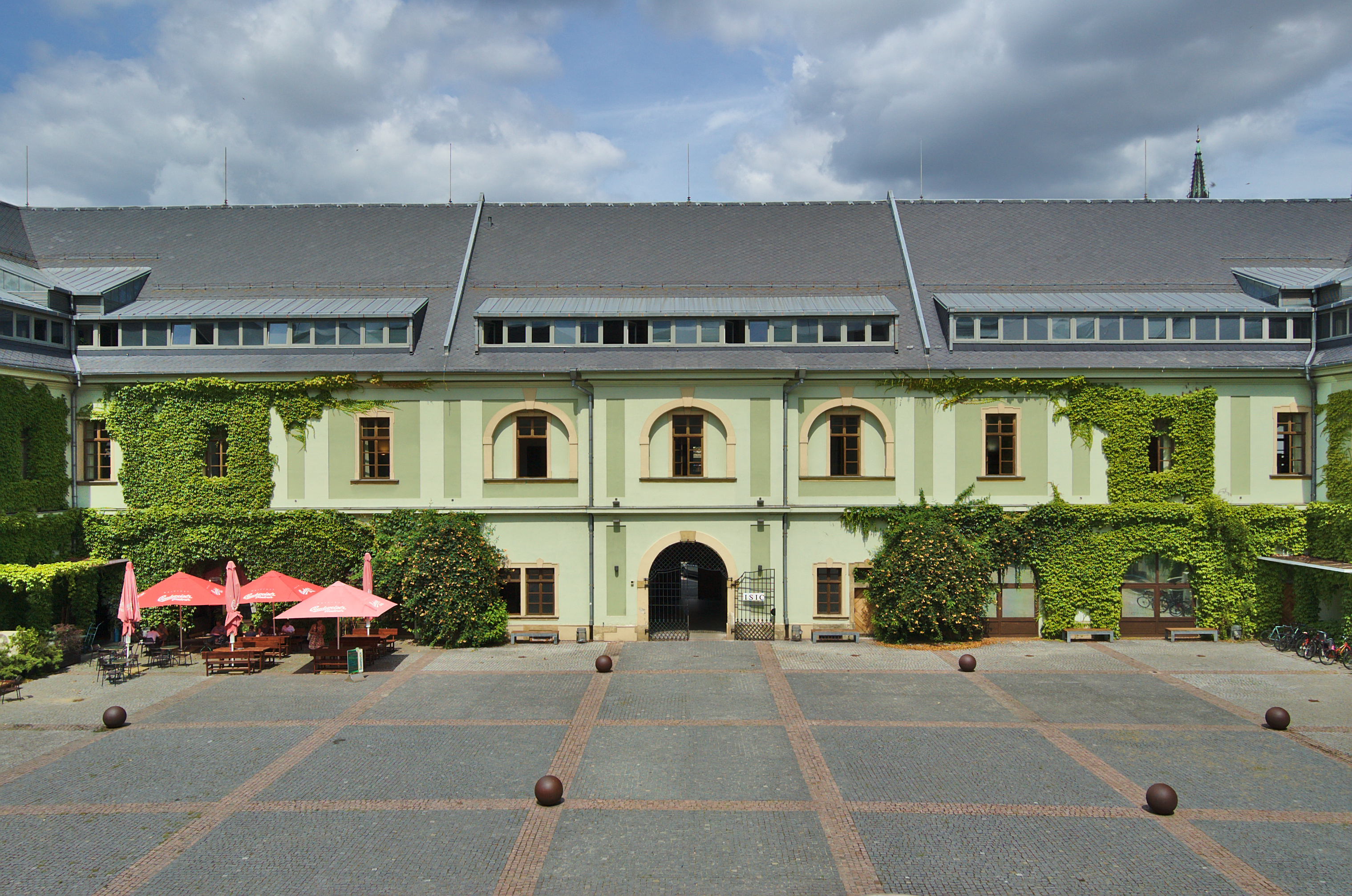
Zbrojownia
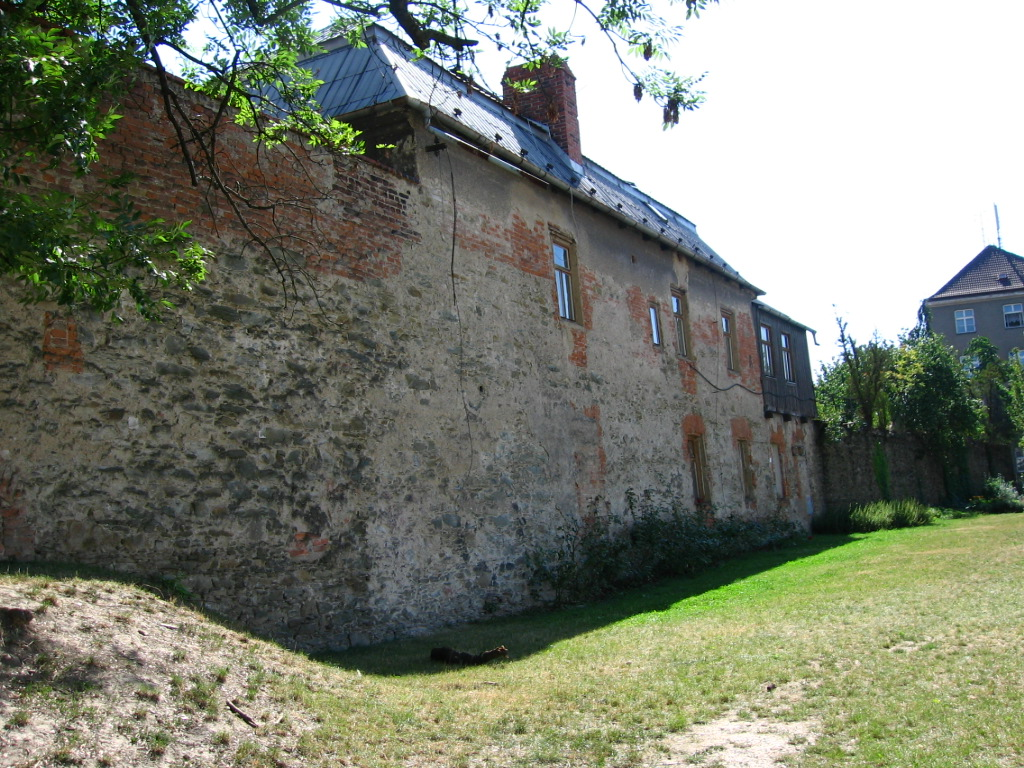
Pozostałości gotyckich murów na ulicy Kożeluskiej
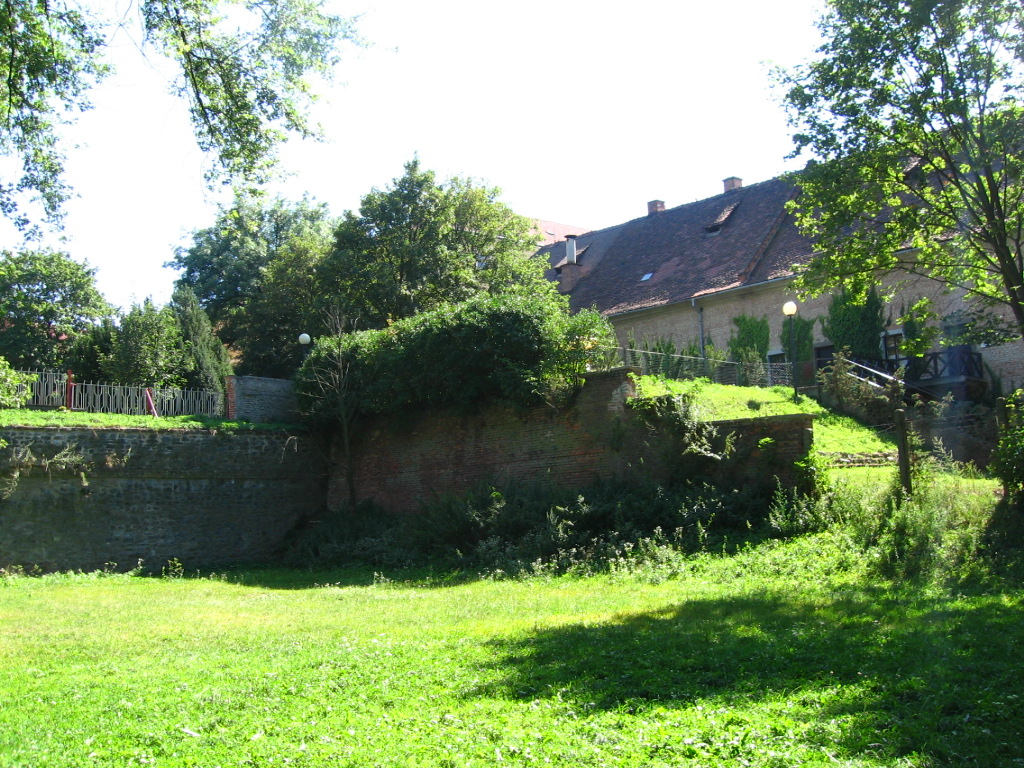
Pozostałości bastionu szpitalnego
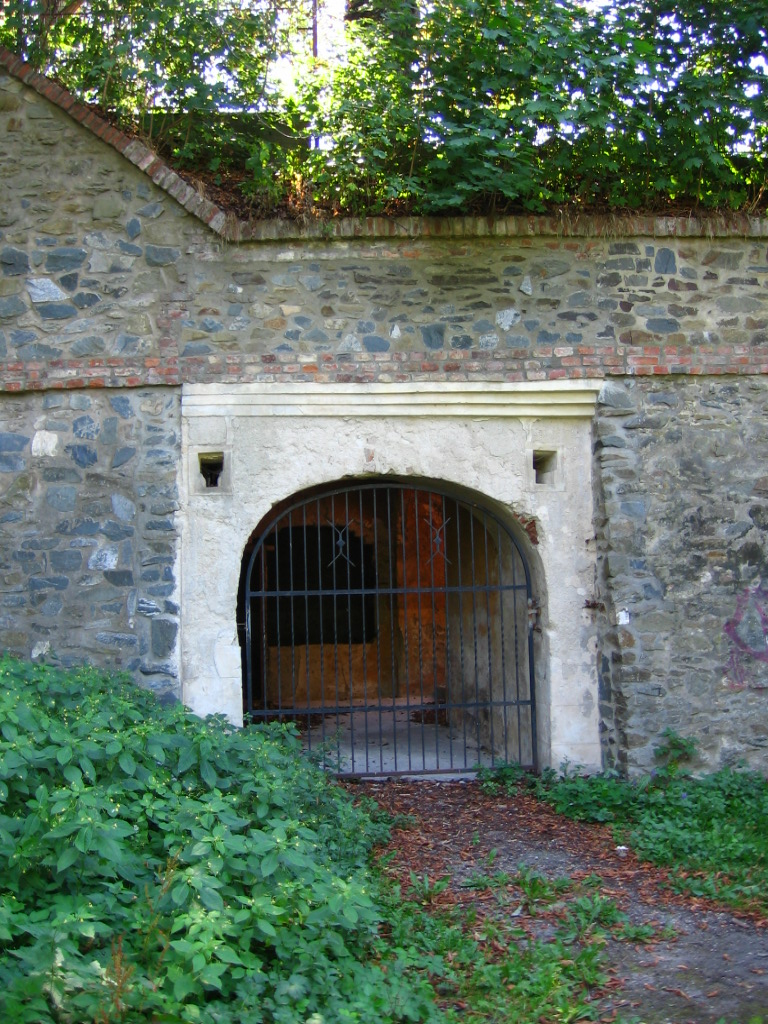
Cygańska bramka i bastion Locatellego
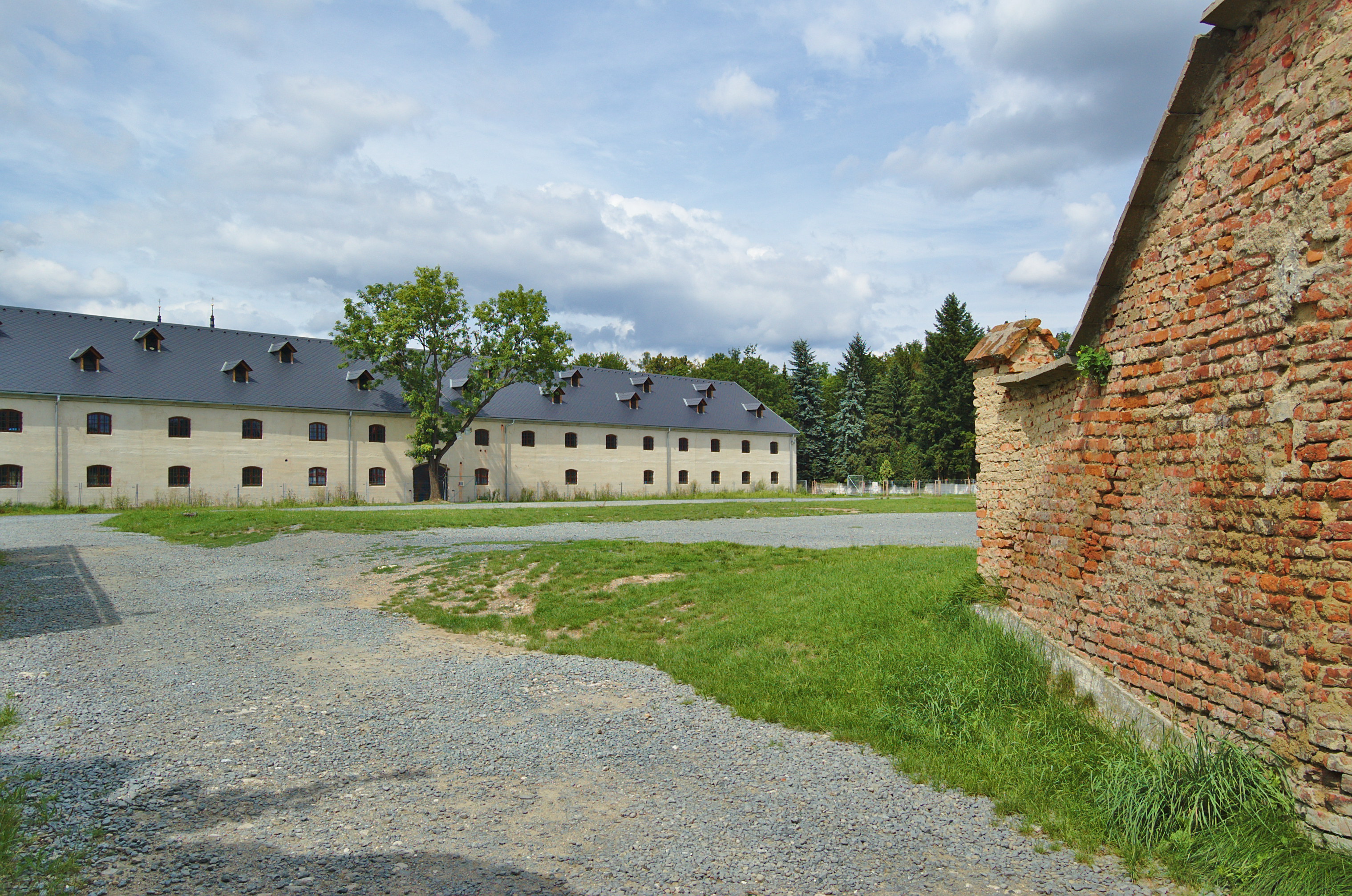
Budynek na dziele koronowym (budynek muzeum)
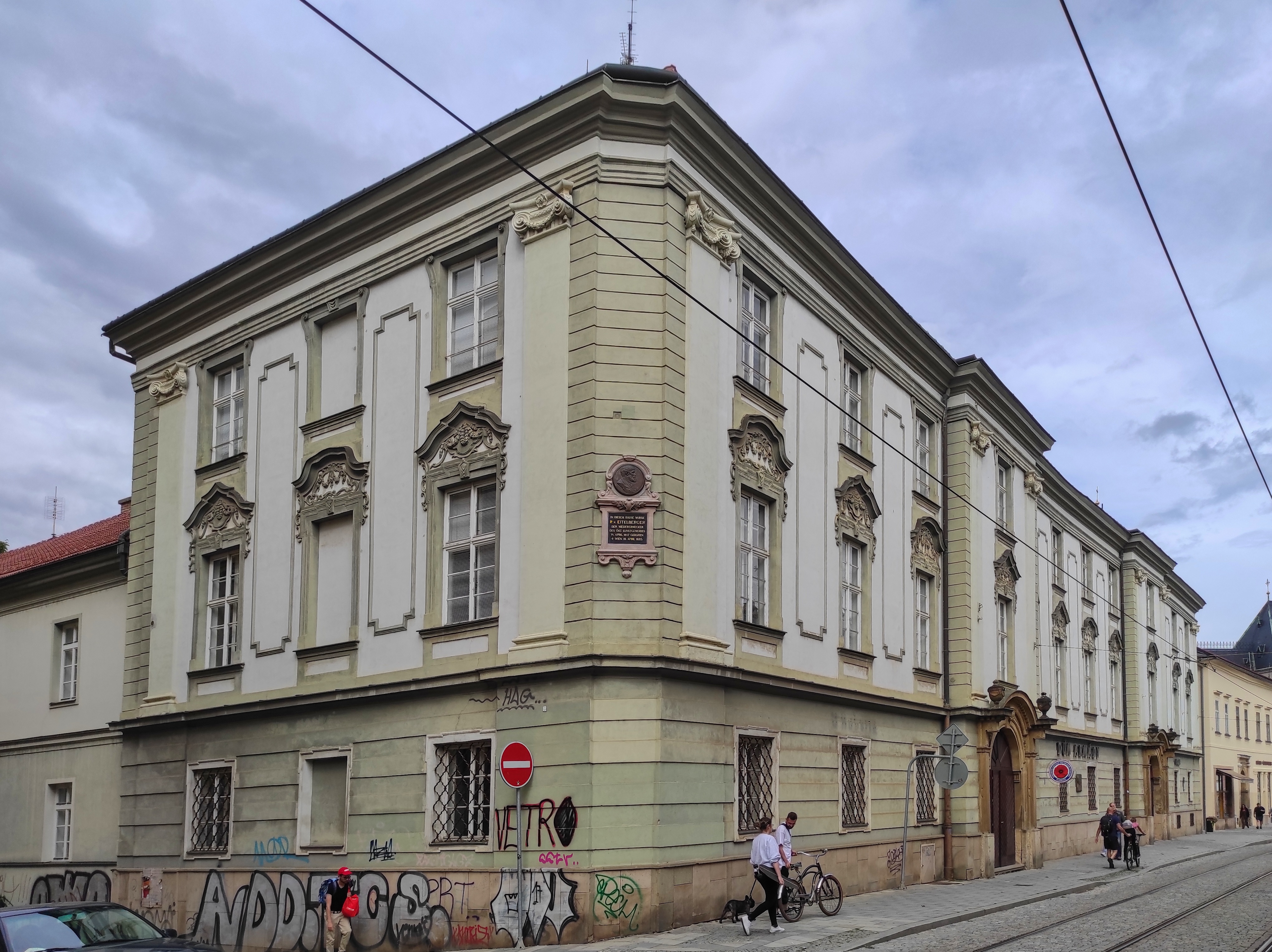
Dom wojskowy (kiedyś Kadetka)